# Fork (fleuve)
Pour les articles homonymes, voir Fork.
Le fleuve Fork  (en anglais : Fork River) est un petit cours d’eau coulant tout au sud de la région de la West Coast dans l’Île du Sud de la Nouvelle-Zélande.

## Géographie
Comme son nom le suggère (il signifie fourche ou branche en anglais), le fleuve a deux branches. La plus longue est la branche Sud, qui draine tout un plateau. La rivière Spoon, plus large, coule à 2 kilomètres plus au nord.